# SBT Sports
SBT Sports é um telejornal esportivo exibido pelo SBT desde 4 de julho de 2021. É inspirado no nome de um projeto do SBT, além de possuir versões locais exibidas em suas filiais no Rio de Janeiro, Brasília, Porto Alegre e Belém, que diferente da nacional que é exibida aos domingos na faixa matinal, essas são transmitidas de segunda a sexta na faixa vespertina. 
Diferente do Arena SBT e das versões regionais, esse programa exibe um resumo semanal dos últimos acontecimentos do ramo esportivo.

## História
Desde 1995, as primeiras horas de domingo do SBT eram tomadas por programas independentes, sendo eles o Siga Bem Caminhoneiro (que em 2008 passaria a se chamar Brasil Caminhoneiro), Tô de Férias, Sempre Bem Pague Menos e Pé na Estrada. Após o SBT retomar os investimentos no esporte com as aquisições da Copa Libertadores da América de 2020 até 2022, a Liga dos Campeões da UEFA pelas temporadas 2021–22 até 2023–24 (sendo renovada até a temporada 2026–27 posteriormente), a Copa América de 2021 e com as expectativas para os Jogos Olímpicos de Verão de 2020 (realizados no verão de 2021 em razão da Pandemia de COVID-19), Silvio Santos decidiu criar um programa esportivo aos moldes do Globo Esporte, mas sendo exibido nas manhãs de domingo, ocupando inicialmente a faixa das 7h30 ás 8h15.
O programa estreou no dia 4 de julho de 2021, sendo apresentado por Luiz Alano. Alano ficaria na atração até o dia 22 de outubro de 2023, quando foi substituído por Téo José no dia 29. José ficaria no cargo do programa até dezembro de 2023, quando foi substituído interinamente por Fred Ring. Ring assumiria definitivamente o programa no dia 28 de janeiro de 2024. Ring ficaria no cargo até o dia 29 de setembro, quando foi substituído provisoriamente no dia 6 de outubro por Álvaro Loureiro. Loureiro ficaria por pouco tempo no programa, passando o bastão já no dia 20 para Renata Saporito.